# Золотокіс рувензорський
Золотокіс рувензорський (Cossypha archeri) — вид горобцеподібних птахів родини мухоловкових (Muscicapidae). Мешкає в регіоні Великих Африканських озер. Вид був названий на честь британського колоніального адміністратора та дослідника Джеффрі Арчера.

## Підвиди
Виділяють два підвиди:
- C. a. archeri Sharpe, 1902 — поширений в горах ДР Конго, Уганди, Руанди та Бурунді;
- C. a. kimbutui (Prigogine, 1955) — мешкає на горі Кабобо на сході ДР Конго.

## Поширення і екологія
Рувензорські золотокоси живуть в гірських лісах Альбертінського рифту на висоті від 1660 до 4300 м над рівнем моря.